# Moneilema ebeninum
Moneilema ebeninum är en skalbaggsart som beskrevs av Bates 1885. Moneilema ebeninum ingår i släktet Moneilema och familjen långhorningar. Inga underarter finns listade i Catalogue of Life.